# Diablo III
Diablo III je třetí díl akčního RPG Diablo. Od roku 2005 jej vyvíjela firma Blizzard Entertainment. Hra byla představena 28. června 2008 na Blizzard Entertainment Worldwide Invitational v Paříži a pro PC a Mac vydána 15. května 2012, pro konzole PS3 a Xbox 360 vyšla 3. září 2013, na PS4 a Xbox One vyšla 19. srpna 2014 a pro Nintendo Switch vyšla 2. listopadu 2018. Třetí díl byl předělán do 3D. Na základě přání mnoha fanoušků[zdroj?] však není možné kamerou otáčet, povoleno je pouze zoomování. Hra si tak zachovala pevný izometrický pohled, stejný jako v předchozích dvou dílech.
V ČR je Diablo III zastoupeno českou oficiální fanstránkou DiabloFans.cz, autorizovanou společností Blizzard Entertainment.

## Datadisk
Firma Blizzard Entertainment pro hru vyvinula datadisk s názvem Reaper of Souls, který byl vydán v roce 2014 pro PC, Mac, PlayStation 3 a Xbox 360. Později vyšel i port pro konzole PlayStation 4 a Xbox One. Tento datadisk přinesl novou postavu Crusadera, zcela nový 5. akt, nový adventure mode a nového řemeslníka - mystika, který je schopný očarovat či změnit vzhled vašich předmětů.

## Beta verze
Začátkem září 2011 byla spuštěna F&F (friends and family) beta verze hry. Beta verze pro vybranou veřejnost, nazývaná closed beta, byla spuštěna 20. září 2011. Dle původních plánů firmy Blizzard měla kompletní hra vyjít tři měsíce po spuštění closed bety.[zdroj?] Dle těchto informací, i jak Blizzard sám naznačil,[zdroj?] bylo cílem vydat Diablo III ještě v roce 2011. Na konci září 2011 však bylo datum vydání posunuto na začátek roku 2012. Blizzard však poté oznámil,[zdroj?] že se chce vrátit ke starým mechanikám z Diabla 2 a chce velkou část hry ještě upravit a vydal patch s velkými změnami. 10. února 2012 Blizzard vydal oznámení, že chce hru vydat někdy v druhém čtvrtletí.[zdroj?] 15. března 2012 Blizzard oznámil oficiální datum vydání a to padlo na 15. 5. 2012. 17. 4. 2012 Blizzard oznámil, že Beta bude ukončena 1. 5. 2012 a poděkoval všem, kteří se beta testu zúčastnili.

## Prodejnost
Hra se ihned po vydání stala legendou. Za pouhopouhý den se prodalo 4,7 milionů kopií (je zde započítán i Annual Pass), čímž se Diablo 3 stalo nejrychleji prodávanou hrou na světě. Hra dokonce předčila veškeré očekávání a porazila tak i WoW Cataclysm, který měl na svém kontě 3,4 milionů kopií za den.

## Hratelné postavy
Hráč bude mít k dispozici na výběr ze sedmi tříd postav. Oproti minulým dílům série nemají jednotlivé postavy pevně dané pohlaví, všechny existují v mužské i ženské verzi.
1. Barbarian (Barbar)
  - postava určená pro kontaktní boj, využívá nejtěžší dostupná brnění, štíty a zbraně
  - je schopen ohánět se zároveň dvěma zbraněmi
  - vyznačuje se obrovskou houževnatostí v boji na blízko
  - využívá pokřiky, které posilují jeho i přátele v partě
  - jako zdroj pro dovednosti mu slouží zuřivost (fury)
2. Demon Hunter (Lovec démonů)
  - je směsicí amazonky a assasinky z druhého dílu.
  - hlavní dovedností je střelba různých projektilů ze dvou kuší zároveň a pokládání pastí
  - je předurčen převážně na likvidaci nepřátel z větší vzdálenosti bez nutnosti se k nim přibližovat
  - je nejtemnější hratelnou postavou
  - jako zdroj dovedností mu slouží nenávist (hatred) pro útočné schopnosti a disciplína pro obranné
3. Monk (Mnich)
  - svatý bojovník, který je směsicí Paladina z druhého dílu a Bruce Leeho
  - poskytuje aury (mantry), které posilují jeho a jeho přátele
  - vyznačuje se především rychlými a přesnými údery svých pěstí opatřených břity
  - jako zdroj pro dovednosti mu slouží duchovnost (spirit)
4. Witch Doctor (Šaman)
  - mistr jedů, voodoo a přivolání (ne)mrtvých
  - vyznačuje se pestrou škálou plošných kouzel
  - dle Blizzardu nemá nahrazovat Nekromancera z druhého dílu[zdroj?]
  - jako zdroj pro dovednosti mu slouží mana
5. Wizard (Čaroděj)
  - využívá magii, ovládá živly, čas a prostor
  - vyznačuje se velmi silnými kouzly
  - jako zdroj pro dovednosti mu slouží vesmírná moc (arcane power)
6. Crusader (křížák)
  - jsou neochvějní šampioni víry a práva
  - ovládá silné schopnosti - jak fyzické tak magické
  - ve hře je brán jako třída Tank
  - jako zdroj pro dovednosti mu slouží moc světla (WRATH)
7. Necromancer
  - využívá temnou magii
  - je to assasin ( velké poškození málo životů), zaměřuje se na vyvolávání nemrtvých v boji
  - jako zdroj pro dovednosti mu slouží esence nepřátel (Essence)

### Hardcore hra
Stejně jako v předchozím díle série i zde je možnost rozehrát si svou postavu na Hardcore mód (HC). HC postavy nemají s těmi normálními (tzv. Softcore) společnou truhlu ani zlato. Nejpodstatnější rozdíl mezi hardcore a softcore je, že postava má na HC pouze jeden život. Pokud zemře, je nenávratně ztracena a neexistuje způsob, jak ji oživit. Na vaše zemřelé HC postavy se můžete podívat v síni padlých hrdinů (Hall of fallen heroes), kde si můžete prohlédnout vybavení, statistiky a vlastnosti padlého hrdiny v době smrti. Pro HC postavy nebyla přístupná aukce za reálné peníze. Dohrát hru na všechny obtížnosti na HC mód představuje pro většinu hráčů nejvyšší metu, které mohou dosáhnout.

## Atributy
V Diablu III má každá postava čtyři atributy, a to:
1. Strength (síla)
  - zvyšuje Barbarovi udělování škod nepřátelům
  - zvyšuje obranu všem postavám
2. Dexterity (obratnost)
  - zvyšuje Lovci démonů udělování škod nepřátelům
  - zvyšuje Mnichovi udělování škod nepřátelům
  - zvyšuje schopnost úhybu před útoky všem postavám
3. Inteligence
  - zvyšuje Šamanovi udělování škod nepřátelům
  - zvyšuje Čarodějovi udělování škod nepřátelům
  - zvyšuje odolnost vůči magii všem postavám
4. Vitality (vitalita)
  - zvyšuje zdraví všem postavám

Tyto atributy však byly změněny v posledním patchi. Blizzard se tak vrací k původním atributům z Diabla 2. Budou se zvyšovat automaticky při postupu na další úroveň. Atributy se budou moci ovlivnit např. pomoci předmětů nebo drahokamů v nich.

## Dovednosti
Stejně jako v Diablu 2 i zde bude k dispozici velká spousta dovedností. Každá postava má k dispozici desítky dovedností. Na rozdíl od Diabla 2 se nyní poškození dovedností bude odvíjet od vaší zbraně (čím silnější zbraň, tím větší poškození dáte), dovednosti již nebudou typu "požadované předešlé dovednosti", ale pouze typu "požadovaná úroveň" a budete je moci změnit podle situace (změna dovednosti zamezí její používání po určitý čas). Své dovednosti budete moci i posílit runami, které se vám postupně odemykají od 6. úrovně. Můžete mít celkem 6 aktivních dovedností a 3 pasivní "talenty".

## Řemeslníci
Nově se v sérii objevují řemeslníci (artisans). Jedná se o NPC postavy ve hře, které umožňují vyrábět, prodávat a vylepšovat hráčovo vybavení. Každého řemeslníka si hráč odemkne po splnění příslušného questu. Nově bude také ve hře možné rozebírat přebytečné vybavení, tím získávat materiál, který poté slouží spolu s goldy jako platidlo u řemeslníků. Řemeslník získává úrovně za goldy, každá další úroveň stojí více goldů a od vyšších úrovní také speciální materiál. S každou další úrovní se nabídka řemeslníka rozšíří, zároveň se změní vizuálně řemeslníkův obchod.
Ve hře se objevují dva řemeslníci:
1. Blacksmith (kovář) - vyrábí nejrůznější zbroje a zbraně. Bude také rozkládat předměty na základní suroviny.
2. Jeweler (klenotník) - vylepšuje drahé kameny a umožňuje je vyjmout z vybavení.

## Následovníci
Stejně jako ve druhém díle si bude moci hráč pořídit NPC pomocníka (follower), který ho bude následovat do nejhlubších pekel a usnadňovat pobíjení nepřátel. Nově budou mít žoldáci jednoduchý systém levelování, kdy bude sám hráč rozhodovat na co svého žoldáka zaměří pomocí vhodné volby jeho skillů. Žoldáka bude možné využívat na všechny obtížnosti, ale jen při hře jednoho hráče.[zdroj?]
K dispozici budou tři různě zaměření žoldáci:
1. Templar (templář) - svatý válečník, zastává roli tanka, bude mít k dispozici i heal
2. Scoundrel (lotr) - lučištník, ostřeluje nepřátele
3. Enchantress (kouzelnice) - likviduje nepřátele kouzly

## Truhla
Vítanou novinkou pro hráče je změna, jakou prošla truhla. Truhla je nově sdílená pro všechny postavy hráče, tudíž má přístup k uloženým předmětům i s právě založenou postavou. Výjimku pro takovéto sdílení mají hardcore charaktery, které nemohou z truhly vzít předmět, který do truhly dala nonhardcore (běžná) postava. Taktéž vítanou změnou prošly zlaťáky, které jsou taktéž sdíleny pro všechny hráčovy postavy a nejsou umístěny v truhle. Velikost truhly byla, vzhledem ke své nové funkci, podstatně zvětšena na 210 slotů. Truhla je rozdělena na 3 listy po 70 slotech (7×10×3 = 210), přičemž hráč nemá od začátku přístup ke všem slotům, ale musí si je postupně za goldy kupovat. Za zmínku stojí také velikost předmětů, nově všechny předměty zabírají jeden nebo dva sloty dle typu. Tím je objemnost truhly ještě zmnohonásobena, protože ve druhém díle jsme se mohli setkat s předměty zabírajícími až osm slotů.

## Nezrealizované nápady
Blizzard postupně upouští od některých dříve oznámených novinek. Zdůvodňuje to tím, že by vývoj všech těchto věcí podstatně odsunul datum vydání. Nicméně přislíbil, že některé tyto novinky budou postupně přidány do hry prostřednictvím patchů. Mezi ty nejdůležitější patří:
- Scroll of Identification - svitek určený k identifikování magických věcí. Blizzard svitek odstranil ze hry a dal všem postavám schopnost identifikovat věci bez pomoci svitku. Lze jej vidět v herní kopii Diabla III Torchlight.
- Nephalem Cube - měl rozložit jakýkoliv předmět na základní suroviny a z těch pak mohl hráč vyrobit u kováře jinou věc.
- Cauldron of Jordan - měl přeměňovat jakékoliv věci na zlato. Předmět byl odstraněn kvůli rapidnímu získávání goldů.
- Stone of Recall - měl sloužit jako teleport do města. Blizzard však tento kámen odstranil ze hry a nahradil ho kouzlem "Town Portal".
- Epická smrt - různé způsoby smrti vašeho hrdiny u bossů (např. ukousnutí hlavy) bylo odstraněno pro přílišnou náročnost na vytvoření scriptů.
- Runy jako předměty - runy již nebudou předměty, které by se dalo nacházet. Funkcí run bylo měnit mechaniky a vlastnosti skillů. Tyto modifikace skillů se budou nyní odemykat hráči automaticky při postupu na potřebnou úroveň.
- Areny - Blizzard původně chtěl implementovat do Diabla III také arény, ale vzhledem k velkým problémům s vybalancováním herních mechanik je vydání PvP modu stále odsouváno.

## Příběh
Děj se odehrává opět ve světě Sanctuary (volně přeloženo jako Svatyně), tentokrát 20 let poté, co skončil předchozí díl Diabla. Začíná v obnoveném a přestaveném Tristramu (Nový Tristram), dějišti Diabla I, v jehož zrekonstruovaném klášteře zkoumal stařičký poslední Horadrim Deckard Cain se svou mladičkou učednicí a adoptivní dcerou Leah prastaré svitky, jež obsahovaly informace o tajemném a temném proroctví. Náhle však na klášter dopadl meteor nebo padající hvězda, jež způsobila mohutnou explozi a propad do několika pater kláštera. Do díry spadl i Deckard Cain.

### Akt I.
Do Nového Tristramu dorazil hrdina, jehož sem přilákal onen meteor, který zasáhl katedrálu, z níž začali vylézat nemrtví. Do katedrály doprovodí Leah, aby ji pomohl najít Deckarda Caina, jenž je od pádu meteoru pohřešován. Po jeho nalezení se hrdina dovídá, že se do nitra katedrály za jádrem padající hvězdy dostane jedině, když porazí zreinkarnovaného krále Leorica, známého lépe jako Krále kostlivců (Skeleton King), což dle Deckarda Caina provede za pomocí Leoricovy koruny. Tu nalezne za pomoci novotristramského kováře Haedriga Eamona. Poté zpět v katedrále zachrání templáře jménem Kormac, jehož tam uvěznili členové sekty "Temná dohoda" (Dark Coven), a s jeho pomocí konečně porazí krále Leorica. Na místě, kam až se zavrtala ona padající hvězda, nalezli záhadného cizince s amnézií, jehož jediná vzpomínka byla na jeho meč, který však se rozpadl na tři kusy následkem dopadu.
Hrdina nalezl dva kusy meče v jeskyni Chazra (Khazra Den) a v Potopeném chrámu (Drowned Temple), přičemž narazil na čarodějnici Maghdu, jež vedla kult Temné dohody. Ta nalezla třetí díl meče cizince a vydírala Deckarda Caina, aby pro ni meč opravil. Na scéně se však objevila Leah, jež svými magickými schopnostmi zabila členy Temné dohody a vyprovokovala Maghdu k tomu, aby Deckarda Caina smrtelně zranila a uprchla, přičemž cizince unesla. Na místě ale zanechala třetí díl meče, tak Deckard Cain stihl meč spravit. Svým zraněním však podlehl a jeho posledním přáním bylo, aby hrdina opravený meč předal tomu cizinci, neboť je ten meč andělského původu. Hrdina se poté vydal pronásledovat Maghdu hlouběji pod zem, až ji našel v někdejších Leoricových mučírnách, kde se mu povedlo cizince vysvobodit z jejího zajetí. Na místo však vtrhnul legendární Řezník (Butcher), po jehož porážce hrdina cizinci předal spravený andělský meč. Ten obnovil cizinci jeho paměť. Tímto cizincem je totiž archanděl Tyrael, vladař spravedlnosti, který se na protest proti neochotě ostatních andělů ochraňovat lidstvo před zplozenci Horoucího Pekla, zřekl své božskosti a vydal se v podobě obyčejného smrtelníka varovat lidstvo Sanctuarie před příchodem dvou zlotvorů jmen Belial a Azmodan (Pán lži resp. Pán hříchu).

### Akt II.
Hrdina se s Leah a Tyraelem vydal do dalekého města Caldeum, kde se setkali s Ashearou, velitelkou mágů Železných vlků (Iron Wolves - známí už z Diabla II), jež hrdinu pověřila dopadením Maghdy v Alcarnu, zatímco Leah s Tyraelem hledali v městských stokách stopy po Belialovi. Hrdina na cestě narazil na mladou čarodějku Eirenu, jež tvrdila, že pochází z jiného času. S její pomocí zastaví členy Temné dohody v provádění rituálu a nakonec dorazil až ke stanovišti Chasim (Khasim Outpost), kde zahlédne Belialovy hadí démony věznící stráže. Povede se mu osvobodit velitele stráží, kapitána Davyda, i jeho muže, a spolu s nimi zpět dobude Chasim, čímž se mu konečně uvolní cesta do Alcarnu. Zde osvobodí Maghdiny vězně a ji samotnou při boji zabije, čímž pomstí Deckadovu smrt. Poté se vrátí do Caldea, kde musí osvobodit Leah, neboť ji zajaly říšské stráže. Je přijat na audienci u císaře Hakana II. a je jím obviněn z událostí v Alcarnu. Císař nařídí potrestat hrdinu smrtí a přivést k němu Leah, aby to viděla. Hrdinovi se však povedlo utéct i s Leah. V caldeumských stokách se Leah konečně svěřila s určitými skutečnostmi: její matka čarodějnice Adria (známa z Diabla I) je pořád naživu a nachází se někde v těchto stokách.
Po nalezení Adrie se od ní dovídají, že k zastavení nové vlny útoku sil Pekel do Sanctuarie je potřeba získat Černý Duševín (Black soulstone), který kdysi stvořil černokněžník Zoltun Kulle. Černý Duševín je totiž schopen uvěznit v sobě všech sedm prvotních a druhotných zel a vládců Pekla, a jeho následné zničení by je zničili navždy. Leah vysvětlila, že byl Zoltun Kulle zavražděn Horadrimskými ještě dříve, než stihl Černý Duševín aktivovat, a že jeho hlava byla zakonzervována v oáze Dahlgur. Adria hrdinu požádala, aby jí jeho hlavu přinesl, neboť bude klíčem k nalezení Černého Duševínu. Kormacovi se to však vůbec nelíbilo, ale úkol splnil. Leah pak pomocí rituálu vyvolala Zoltunova ducha, kterému Tyrael nařídil Černý Duševín ze záhrobí aktivovat. Zoltun však odpověděl, že k jeho nalezení budou zapotřebí dvě lahvičky se vzorkem jeho krve, které Horadrimští schovali kdesi v poušti. K jejich nalezení se s hrdinou do pouště vydala i Leah a Zoltunovu hlavu uschovala v hrdinových batožinách. Po nalezení obou lahviček nalezli i jeho knihovnu, kde se pustili do hledání ostatních jeho ostatků, zatímco Adria připravovala rituál, kterým by Zoltuna přivedla zpět k životu. Jakmile je Zoltun skutečně oživen, je hrdina poslán do vnitřních částí knihovny, kde konečně nalezne Černý Duševín. Oživený Zoltun však hrdinu napadne, protože chce Černý Duševín získat jen pro sebe, a je jím zabit. Všichni se poté vrátili do Caldea, na který mezitím začaly útočit Belialovy démonické legie. Hrdina se s Leah a Adriou probil až do císařského paláce a zjistili ke svému zděšení, že císař Hakan II. byl ve skutečnosti převlečený Belial a porazí ho. Leah následně uvěznila jeho duši do Černého Duševínu, čímž osvobodila Caldeum z démonického sevření.
Měla však vizi o démonovi Azmodanovi, jehož pekelné legie začaly Sanctuarii napadat z kráteru, jenž zbyl po bájné hoře Arreat, pod níž se nacházel Světovín, který však před dvaceti lety zničil Tyrael poté, co sedmice hrdinů porazila Baala při minulé invazi démonů do světa Sanctuarie. Nyní Azmodan Sanctuarii napadá proto, aby se zmocnil Černého Duševínu a zneužil jeho moc, která by jej posílila tak, že by se on sám stal prvotním zlotvorem.

### Akt III.
Hrdina s Tyrealem, Leah a Adriou odcestoval do pevnosti Bastion, na kterou již útočily Azmodanovy legie. Tyrael nařídil hrdinovi pomoci obleženým bastionským vojákům, rozsvícením majáků na opevnění a opravou katapultů. Spolu s tím je připraven vstoupit do pevnosti, kterou již Azmodanova pekelná vojska dobývala spodem přes nižší patra. Hrdina jejich postup zastavil porážkou démona Ghoma, pána obžerství. Následně se hrdina vydá na bitevní pole, kde nakonec zničí obléhací stroje pekelníků, aby se mohl vydat ke kráteru po hoře Arreat. Tyrael jej doprovodil až k pekelné bráně, kterou dal Azmodan vystavět před kráterem, aby bránu zničil svým andělským mečem El'druinem. Po vstupu do brány se hrdina utkal v náročné bitvě s démonem Ukončovatelem obléhání (Siegebreaker Assault Beast). Pak zamířil rovnou k jádru někdejší hory Arreat, kde zničil Srdce Hříchů (Sin Hearts), jež posilovaly Azmodana i jeho armádu, kde také porazil jeho služebnou Cydaeu, pannu chtíče. Na scéně se poté objevil i sám Azmodan, kterého, trochu oslabeného, hrdina též porazil. Leah pak jeho duši také uvěznila v Černém Duševínu.
V Černém Duševínu se nyní nacházely duše všech sedmi zlotvorů a Tyreal oznámil, že nekonečný konflikt mezi Nebesy a Peklem bude konečně ukončen, jakmile bude Černý Duševín zničen. Vrátili se proto do Bastionu, kde je však čekalo nepříjemné překvapení. Čarodějnice Adria je totiž zradila. Řekla, že slouží Diablovi už od samého počátku, a prozradila Leah, že jejím otcem je Aidan, syn krále Leorica (někdejšího krále Tristramu a Krále kostlivců). Aidan byl znám lépe jako Temný Poutník (Dark Wanderer - v Diablu II; zároveň hlavní hrdina Diabla I) poté, co byl Diablem posednut. Adria zabila Leah, svou vlastní dceru, aby ji následně použila k závěrečnému rituálu s Černým Duševínem k oživení Diabla. Oživený Diablo měl díky moci Černého Duševínu nyní moc nejen svou vlastní, ale i všech ostatních šesti zlotvorů, čímž se stal jediným Zlem. A to mu umožnilo zahájit frontální útok na Nebesa samotná.

### Akt IV.
Hrdina dorazil k hranicím Nebes, kde zjistil, že démoni na ně již zaútočili. Setkal se s archandělem Imperiem, vladařem odvahy, jenž obvinil jeho a Tyraela z toho, co se stalo, čímž přinutil Tyraela propadnout zoufalství a smutku. Hrdina však šel a porazil Iskatu, a pak se setkal s dalším archandělem Itherael, vladařem osudu, jenž mu nařídil osvobodit ze zajetí démonů archandělku Auriel, vladařku naděje. Tu však dobře hlídal v knihovně Osudu démon jménem Rakanoth, pán zoufalství. Po osvobození Auriel získala Nebesa opět naději a Auriel nařídila hrdinovi zacelit Pekelné díry, jež se na Nebesích otevřely. Po splnění těchto úkolu mezitím Tyrael překonal svůj smutek a zoufalství. Společně pak šli do Křišťálové Archy (Crystal Arch) zabránit Diablovi, aby se tam dostal a zmocnil se zdroje síly Nebes.
Tam se jim do cesty postavil Izual, padlý anděl a bývalý Tyraelův podřízený, jenž zradil kdysi Nebesa svou neuváženou invazí do Pekel, kde se nechal zajmout a vyzradil prvotním zlotvorům tajemství Duševínů. Po vyřízení Izuala se na scéně konečně objevil Diablo. Bitva proti němu byla dlouhá a vyčerpávající, avšak hrdina jej přesto porazil. Diablova fyzická podstata byla opět, již potřetí, poražena a nasáta do Černého Duševínu, který však poté spadnul z Nebes na zem.
Po závěrečné bitvě s Diablem se Tyreal rozhodl znovu stát archandělem, přičemž přijal nový titul vladař moudrosti, ale rozhodl se zároveň setrvat ve smrtelnické podobě s cílem vybudovat trvalé spojenectví Nebes s lidmi. Co se však stalo s Černým Duševínem, se doví hráči až v datadisku Diablo III: Reaper of Souls.

## Ocenění
V hráčském hlasování v anketě INVAZE 2013 na herním webu Hrej.cz obsadilo Diablo III 1. místo v kategorii Nejlepší RPG se ziskem 232 hlasů (36 %).